# 鉦鼓
鉦鼓（しょうこ）とは、雅楽で使われる打楽器の一つ。仏教で使用される場合は鉦（かね・しょう）とも称される。

## 雅楽における鉦鼓
雅楽では鉦鼓を「しょうこ」または「しょうご」という。釣鉦鼓、大鉦鼓、荷鉦鼓の三種あるが、通常は釣鉦鼓を用いる。鉦鼓は「延喜式」、「続日本紀」などにも登場する。鉦鼓は主に舞楽に使用するが、内側に鉤を施し鉦鼓を懸ける。外輪の下に柱を施し脚を附ける。表面を向うむきに据え、裏面から鉦鼓の真ん中を打つ。なお大鉦鼓は内径一尺二寸のもので、晴朝儀、大法要、舞楽等に用いる。
大鉦鼓は、御遊または宮中の盛儀における舞楽で庭上で用いられ、大太鼓とならんで置かれる。
釣鉦鼓は、釣太鼓とあわせて用いられ、ふつうの管絃または略式の舞楽に用いられる。
荷（にない）鉦鼓は、行道の楽において荷太鼓とともにもちいられ、長い棒をとおしてこれをにない、歩みながら奏する。
『教訓抄』には、「方磬を打つときは鉦鼓を撃つべからず」とある。
鉦を打つには左右2本のほそながいバチをもちい、楽譜には左右ともに生または金の字を用い、唱歌には左のバチをクととなえ、右のバチをレイととなえる。
『続日本紀』には「霊亀元年春正月甲申朔天皇大極殿に御し朝を受く（省略）陸奥出羽蝦夷竝南島奄美夜久度威信覚球美等来朝各各方物を貢す其儀朱雀門の左右に鼓吹騎兵を陣列す元会之日鉦鼓を用ひるは是より始る矣」とある。

## 仏教における鉦鼓
仏教における鉦鼓は、単に鉦（かね・しょう）とも称され、金属（青銅）製のものを言う。通常は「架」（か）と呼ばれる台にかけて一本の槌（撞木）でたたいて音を出すが、京都六波羅蜜寺に伝わる空也像のように首に「架」をつけ、それに鉦鼓をかけて使用することもある。形象は、円盤状で上方2箇所に「架」につるすための穴があけられている。日本の寺院における鉦鼓の歴史は古く、747年（天平19年）に成立した『大安寺伽藍縁起並流記資財帳』にも記載され、古くは4面1組であったようである。

### 木鉦
なお、主に日蓮宗の寺院で使用されるものに木製の鉦があり、通常木鉦（もくしょう）と称される。形状は、円盤状もしくは長方形の箱型をしており、箱型のものは内側がくりぬかれている。青銅製の鉦鼓が「架」にかけて使用されるのに対し、木鉦は通常おいて使用される。→詳細については木鉦を参照のこと。